# باشگاه فوتبال وخینخینگ سینت باوو
وی‌وی‌اس‌بی، باشگاه فوتبال وخینخینگ سینت باوو (هلندی: Voetbal Vereniging Sint Bavo)، یک باشگاه فوتبال آماتور از شهر نوردویکرهات، هلند است که در حال حاضر در درده دیویسی (چهارمین سطح فوتبال هلند) حضور دارد.

## تاریخچه
این باشگاه در ۲۶ اکتبر ۱۹۳۱ تأسیس شد و در طول تاریخ خود منحصراً در سطح آماتور بازی کرده‌است. این باشگاه در لیگ هوفدکلاسه در فصل ۱۰–۲۰۰۹ رقابت کرد و در ردهٔ پنجم گروه یکشنبه A قرار گرفت و پلی‌آف صعود به لیگ تازه تأسیس تاپ‌کلاسه برای فصل افتتاحیه این لیگ در فصل ۱۱–۲۰۱۰ را کسب کرد.
در سال ۲۰۱۶، وی‌وی‌اس‌بی به اولین تیم آماتوری تبدیل شد که در ۴۱ سال اخیر با شکست دادن باشگاه دن بوش، جواز حضور در نیمه نهایی جام حذفی هلند را کسب کرد.

## ترکیب کنونی
تا تاریخ ۱ فوریه ۲۰۱۹
| شماره |      | پست       | بازیکن       |
| ----- | ---- | --------- | ------------ |
| 1     | هلند | دروازه‌بان | روبن والک    |
| 2     | هلند | مدافع     | سانی ده هوپ  |
| 3     | هلند | مدافع     | یوردی زووارت |
| 4     | هلند | مدافع     | اسون ورلان   |
| 5     | هلند | مدافع     | یلمر فلبریف  |
| 6     | هلند | هافبک     | وسلی خومان   |
| 7     | هلند | مهاجم     | لووته فلیسیا |
| 8     | هلند | هافبک     | دنی باکر     |
| 9     | هلند | مهاجم     | خیدو پاو     |
| 10    | هلند | هافبک     | فرانس فن نیل |
| 11    | هلند | مهاجم     | تومی بکویی   |

| شماره |          | پست       | بازیکن           |
| ----- | -------- | --------- | ---------------- |
| 12    | کوراسائو | مدافع     | ریچلو فسوندا     |
| 14    | هلند     | هافبک     | تیم دی رایک      |
| 15    | هلند     | مدافع     | توماس آرویو      |
| 16    | هلند     | هافبک     | ویکتور ایشخیپولت |
| 17    | هلند     | مهاجم     | آرنو دکسترا      |
| 18    | هلند     | مهاجم     | لوید فن در ویلده |
| 19    | هلند     | مهاجم     | لولینیا مارتینز  |
| 20    | هلند     | هافبک     | میچل تئونز       |
| 21    | هلند     | مهاجم     | فرانک ترفورت     |
| 25    | هلند     | دروازه‌بان | منو دی یونگ      |